# À la recherche de Mister Goodbar
Pour plus de détails, voir Fiche technique et Distribution.
À la recherche de Mister Goodbar (Looking for Mr. Goodbar) ou À la recherche de M. Goodbar au Québec est un film américain de Richard Brooks, sorti en 1977.
Le film se déroule dans les années 1970. Une enseignante pour sourds célibataire et sage en apparence, s'aventure chaque nuit dans les quartiers chauds en quête d'expériences sexuelles débridées et sans lendemain, avec toutes sortes de marginaux.

## Synopsis
Theresa Dunn (Diane Keaton), une jeune institutrice de Chicago, vit son éveil sexuel en cherchant de l'excitation en dehors de sa vie ordonnée. Pendant ses études universitaires, elle vit avec ses parents catholiques polonais-irlandais répressifs et souffre de graves problèmes d'image corporelle à la suite d'une opération chirurgicale pour une scoliose infantile qui lui a laissé une grande cicatrice dans le dos. Theresa découvre plus tard que sa scoliose est congénitale et que sa tante souffrait de la même maladie et s'est suicidée. En conséquence, Theresa hésite à avoir ses propres enfants.
Pendant ce temps, la belle sœur aînée « parfaite » de Theresa, Katherine (Tuesday Weld), a quitté son mari et s'est lancée dans un style de vie sauvage impliquant de multiples aventures, un avortement secret, une consommation de drogues récréatives et un mariage de courte durée avec un homme juif. Theresa trouve son premier amour et perd sa virginité au profit de son professeur d'université beaucoup plus âgé et marié, Martin (Alan Feinstein). Il met fin à leur liaison juste avant l'obtention de son diplôme, laissant Theresa se sentir utilisée et seule.
Theresa accepte un emploi d'enseignante à des enfants sourds et se révèle être une enseignante douée et attentionnée. Avec les encouragements de Katherine, elle emménage dans un appartement dans l'immeuble de Katherine. Elle fréquente un bar le soir où elle rencontre Tony (Richard Gere), un italo-américain charmant mais vaniteux. Elle finit par emmener Tony dans son appartement, emportant de la cocaïne et couchant avec lui. Tony part précipitamment et lui donne une pilule Quaalude pour contrecarrer la cocaïne. Cela la fait dormir trop longtemps et elle arrive très tard au travail le lendemain, ce qui met en colère son employeur et ses étudiants. Tony disparaît ensuite pendant un long moment, et il manque à Theresa.
Grâce à son travail, Theresa rencontre et sort également avec un assistant social irlandais-américain, James (William Atherton). Ses parents approuvent le responsable James, le considérant comme un mari potentiel pour Theresa. Cependant, le couple n'a pas de relations sexuelles parce que James souhaite une cour traditionnelle et une relation monogame. Theresa considère que cela étouffe sa liberté. Bien que James semble au début gentil, au fil du temps, il semble devenir contrôlant et irrespectueux envers Theresa. De plus, il montre des signes d'être tout aussi égoïste que Tony.
Pendant ce temps, Theresa commence à sortir dans des endroits plus marginaux et à avoir des relations sexuelles avec de parfaits inconnus, souvent avec des hommes plus âgés. Tony revient finalement et agit comme si de rien n'était. Il fait irruption sur Theresa alors qu'elle est avec un autre homme et le chasse. Tony devient contrôlant et abusif, et Theresa découvre également qu'il est un arnaqueur de rue. Elle rompt avec Tony mais il la traque et la harcèle, tant à la maison que sur son lieu de travail. Après avoir imaginé ce qui pourrait arriver si Tony la livrait à la police pour se venger, Theresa rassemble toutes les drogues dans son appartement et les jette dans les toilettes.
À l'approche de la nouvelle année, Theresa décide de tourner la page et de prendre le contrôle de sa vie. Le soir du Nouvel An, elle rencontre Gary (Tom Berenger) dans un bar et le cajole pour qu'il l'aide à éviter James. Gary vit avec son amant gay mais ment à Theresa en lui disant qu'il a une femme enceinte en Floride. Lorsqu'ils sont au lit ensemble dans son appartement, Gary se retrouve incapable d'avoir une érection. Il renifle ensuite un « popper ». Theresa lui dit que ce n'est pas grave s'ils n'ont pas de relations sexuelles, mais Gary interprète cela à tort comme une remise en question de sa sexualité. En colère, Gary l'attaque, la viole, puis la poignarde à plusieurs reprises, jusqu'à finir par la tuer.

## Fiche technique
- Titre français : À la recherche de Mister Goodbar
- Titre original : Looking for Mr. Goodbar
- Réalisation : Richard Brooks
- Scénario : Richard Brooks, d'après le roman de Judith Rossner
- Musique : Artie Kane
- Montage : George Grenville
- Images : William A. Fraker
- Décors : Edward C. Carfagno, Ruby R. Levitt
- Production : Freddie Fiels
- Genre : Drame
- Année : 1977
- Pays de production :  États-Unis
- Durée : 136 minutes
- Date de sortie : 
  - États-Unis : 19 octobre 1977
- Public : Film interdit aux moins de 18 ans en France, puis interdit aux moins de 16 ans.
- Affiche : Macario Gómez Quibus (Espagne)

## Distribution
- Diane Keaton (VF : Perrette Pradier) : Theresa Dunn
- Tuesday Weld (VF : Jocelyne Darche) : Katherine
- William Atherton (VF : Philippe Etesse) : James
- Richard Kiley (VF : André Valmy) : M. Dunn
- Richard Gere (VF : José Luccioni) : Tony Lo Porto
- Alan Feinstein (VF : Pierre Arditi) : Martin
- Tom Berenger (VF : Jean-François Poron) : Gary
- Priscilla Pointer : Mme Dunn
- Laurie Prange : Brigid
- Joel Fabiani : Barney
- Julius Harris : Black Cat
- Richard Bright : George
- Brian Dennehy (VF : Francis Lax) : le chirurgien
- LeVar Burton : Cap Jackson
- Marilyn Coleman (VF : Morena Casamance) : Mme Jackson
- Carole Mallory : Marvella
- Richard Venture : le docteur

## Bande Sonore
Looking For Mr. Goodbar est la bande originale de 1977 du film éponyme. L'album comprend de nombreux morceaux disco, R&B et rock de l'époque reflétant la musique jouée dans les clubs et discothèques de cette période, ainsi que le thème du film, "Theme from Looking for Mr. Goodbar Don't Ask To Stay Until Tomorrow" (écrit par Carol Connors et Artie Kane), présenté en version vocale et instrumentale. Il contient aussi 3 chansons de Diana Ross, ainsi que d'autres de divers artistes de disco et R&B.
| 1. | Theme from Looking for Mr. Goodbar (Don't Ask to Stay Until Tomorrow)           | Artie Kane     | 1:16 |
| 2. | Don't Leave Me This Way                                                         | Thelma Houston | 3:37 |
| 3. | Lowdown                                                                         | Boz Scaggs     | 3:19 |
| 4. | Machine Gun                                                                     | The Commodores | 2:45 |
| 5. | Love Hangover                                                                   | Diana Ross     | 3:47 |
| 6. | She Wants to (Get on Down)                                                      | Bill Withers   | 3:15 |
| 7. | Theme from Looking for Mr. Goodbar (reprise) (Don't Ask to Stay Until Tomorrow) | Artie Kane     | 0:22 |

| 1. | Theme from Looking for Mr. Goodbar (Don't Ask to Stay Until Tomorrow) | Artie Kane, vocal by Marlena Shaw | 4:08 |
| 2. | She's Lonely                                                          | Bill Withers                      | 5:04 |
| 3. | Try Me, I Know We Can Make It                                         | Donna Summer                      | 4:14 |
| 4. | Back Stabbers                                                         | The O'Jays                        | 3:06 |
| 5. | Prelude To Love / Could It Be Magic                                   | Donna Summer                      | 6:12 |